# Wagnée (Mettet)
Ne doit pas être confondu avec Wagnée (Assesse).
Pour les articles homonymes, voir Wagnée.
Wagnée est un hameau de la commune belge de Mettet située en Région wallonne dans la province de Namur.
Avant la fusion des communes de 1977, Wagnée faisait partie de la commune de Biesme.

## Situation
Wagnée est traversé du sud vers le nord par la Biesme, un affluent de la Sambre, entre les localités d'Oret au sud et en amont et de Prée et Biesme au nord et en aval.

## Description
Ce hameau du Condroz étale ses habitations le long de son unique rue présentant plusieurs courbes. Il compte une trentaine d'habitations dont plusieurs fermes anciennes bâties en moellons de calcaire et érigées entre le XVIe siècle et le XIXe siècle.

## Patrimoine
Au centre du hameau, un petit pont en pierre calcaire du XIXe siècle franchit la Biesme juste à côté d'une potale dédiée à la Vierge Marie et datée de 1849.
À l'est, une autre potale dédiée à Saint Donat et datée de 1847 se trouve à un croisement près de la ferme du Pavillon tandis qu'à l'ouest, se situe la ferme de la Belle Haie dominant le hameau.